# Войди в мой дом
«Войди в мой дом» — советский широкоэкранный художественный фильм 1967 года, снятый режиссёром Анатолием Кабуловым на киностудии «Узбекфильм».
Премьера фильма состоялась 16 сентября 1968 года.

## Сюжет
Молодой студент-журналист из Москвы Андрей приезжает в Ташкент, где он полюбил и город, и людей, а также он смог познакомиться, найти себе друзей и встретить свою первую любовь. Из-за чего он решает навсегда остаться в Ташкенте.

Молодой специалист входит в жизнь, и она, естественно, оказывается сложнее и многообразнее его представлений о нём. Знакомая ситуация: она исследовалась во множестве книг и фильмов. Менялись только профессии и географические пункты, куда попадали герои.
На этот раз Ташкент. Город, где прошла боевая юность отца Андрея, город, где он встретил свою первую любовь… Есть ли для искусства более заманчивая задача, чем исследовать становление характера, формирование личности? Однако необходимо соблюсти минимум два условия. Во-первых, надо, чтобы было что формировать. Во-вторых, сами обстоятельства, в которые попадает герой, должны быть жизненно достоверными и достаточно сложными.
— Всеволод Ревич, журнал «Спутник кинозрителя», сентябрь 1968 года

## В ролях
- Николай Абрашин — Борис
- Маргарита Азизбаева — Рано
- Сайрам Исаева — Сайрам
- Наби Рахимов — экскурсовод
- Бимболат Ватаев — Даврон
- Александр Якимов — Андрей
- Хикмат Латыпов — караульный
- Закир Мухмеджанов — редактор
- Георгий Строков
- Саиб Ходжаев
- Алексей Мальковский
- Илья Кугель
- Лариса Поздняк
- Евгений Тетерин — эпизод
- Анатолий Фалькович — эпизод
- Бахтиёр Ихтияров — милиционер
- Лилия Мельникова — эпизод
- Юрий Пуртов — эпизод
- Амин Турдыев — эпизод
- Обиджан Юнусов — эпизод
- Маргарита Хонг — эпизод